# そろそろ寿司を食べないと死ぬぜ!
『そろそろ寿司を食べないと死ぬぜ!』（そろそろすしをたべないとしぬぜ、英：I'm going to die if I don't eat sushi!）は、2021年12月29日に公開された3Dアクションゲーム。ウェブサイト「くそいサイト」を運営する日本のゲーム開発者ただすめんが開発した。当初フリーゲームとして公開され、後にSteam版が配信開始された。ステージによりクリア目標が異なるが、時間内に寿司を一定数取得するという要素は共通している。

## 概要
『体育館の天井に挟まったマッチョを助けるゲーム』や『PIEN-ぴえん-』などを開発したただすめんによる作品。「寿司を愛し過ぎて寿司を食べ続けないと死ぬ」主人公が、世界から寿司を消滅させようとする悪の組織と戦うという独特でシュールな設定や、「寿司ィィ、美味過ぎるだろ!反省しろ!」などの台詞に代表される主人公（声：越智優）のテンションの高さで話題となった。2021年12月29日にフリーゲームとして公開された後、2022年6月22日に多言語に対応し、アップデートされたSteam版が配信開始された。原型となったゲームはただすめんが2017年1月にRPGアツマールなどに投稿したフリーゲーム『寿司を食い生きる意味を知る』であり、このときはRPGツクールMV製の2Dゲームだった。
開発者はクラウドファンディングによって開発費を工面しており、目標額の6倍以上の制作資金(約61万円)を集めた。そのため、主人公の声はプロの声優があてており、軽快なオリジナル主題歌を制作するなど、豪華な演出が盛り込まれている。開発者は、「制作いただいた主題歌、プロの声優さんの演技等のおかげで、気づいたらガワだけは立派なゲームになっていました」「おかげさまで想定を超える資金が集まり、心に余裕を持った制作ができました。無職なので助かりました。出資者の方々には感謝してもしきれません」と述べている。
続編の『そろそろ寿司を食べないと死ぬぜ!ユニバース』（英：SUSHI SOUL UNIVERSE）のSteam版が2023年12月10日に、Nintendo Switch版が2024年4月4日に発売された。制作にあたってはCAMPFIREでクラウドファンディングを実施し、130万円の目標額に対して305万4794円の資金が集まった。

## ゲーム内容

### あらすじ
寿司を食べ続けなければ死んでしまう……そんな寿司を愛しすぎた主人公は、この世界から寿司を消そうと企む悪の野望を阻止するため、大いなる寿司の試練に挑む。

### システム
ステージが開始されると時間とともに主人公の「いのちゲージ」が減少していき、なくなるとミスとなるため、ステージ内の寿司を取得し続けて回復させる必要がある。各ステージごとに「一定数の寿司を食べる」「赤貝を8個食べる」「ゴールにたどり着く」といった目標が設定されている。目標を達成するとステージクリアとなり「寿司ソウル」が手に入る。ステージは全40が用意されているが、初期以外のステージに進むには一定数の寿司ソウルが必要となる。なお、緑色の寿司はマイナスアイテムであり、取得するとゲージが減少してしまう。

## 評価
2023年11月現在でのSteamのカスタマーレビューでは、154のレビューの内150が「好評」で、全体として「非常に好評」となっている。

## イベント
2023年12月23日から2024年1月8日までの期間、渋谷モディにて、『そろそろ寿司を食べないと死ぬぜ！ユニバース』の発売を記念したポップアップストア「ただすめん POP UP SHOP～寿司！美味すぎるだろ！反省しろ～」が開店した。この店では、当該作品と『体育館の天井に挟まったマッチョを助けるゲーム』『PIEN-ぴえん-』の各種グッズが販売された。